# Andrea Gámiz
Andrea Gámiz (Caracas, 31 ottobre 1992) è una tennista venezuelana.

## Carriera
Vincitrice di 13 titoli nel singolare e 41 titoli nel doppio nel circuito ITF, il 30 aprile 2018 ha raggiunto la sua migliore posizione nel singolare WTA piazzandosi 244º. Il 26 giugno 2023 ha raggiunto il miglior piazzamento mondiale nel doppio alla posizione nº77.
Giocando per il Venezuela in Fed Cup, Andrea ha un bilancio di vittorie-sconfitte di 28 - 18.

## Statistiche WTA

### Doppio

#### Sconfitte (1)
| Legenda               | Legenda      |
| --------------------- | ------------ |
| Grande Slam (0)       |              |
| Argenti Olimpici (0)  |              |
| WTA Finals (0)        |              |
| WTA Elite Trophy (0)  |              |
| Dal 2009 al 2020      | Dal 2021     |
| Premier Mandatory (0) | WTA 1000 (0) |
| Premier 5 (0)         | WTA 1000 (0) |
| Premier (0)           | WTA 500 (0)  |
| International (1)     | WTA 250 (0)  |

| N. | Data           | Torneo                  | Superficie  | Partner     | Avversarie                      | Punteggio        |
| 1. | 17 aprile 2016 | Copa Colsanitas, Bogotà | Terra rossa | Gabriela Cé | Lara Arruabarrena Tatjana Maria | 4-6, 6-2, [8-10] |

## Circuito WTA 125

### Doppio

#### Vittorie (3)
| N. | Data              | Torneo                                        | Superficie  | Compagna       | Avversarie in finale               | Punteggio        |
| 1. | 17 settembre 2022 | Țiriac Foundation Trophy, Bucarest            | Terra rossa | Aliona Bolsova | Réka Luca Jani Panna Udvardy       | 7-5, 6-3         |
| 2. | 2 aprile 2023     | San Luis Potosí Open, San Luis Potosí         | Terra rossa | Aliona Bolsova | Oksana Kalašnikova Katarzyna Piter | 7-6(5), 6-4      |
| 3. | 18 giugno 2023    | BBVA Open Internacional de Valencia, Valencia | Terra rossa | Aliona Bolsova | Angelina Gabueva Irina Chromačëva  | 6-4, 4-6, [10-7] |

#### Sconfitte (1)
| N. | Data              | Torneo                  | Superficie  | Partner    | Avversarie                            | Punteggio |
| 1. | 11 settembre 2022 | Open delle Puglie, Bari | Terra rossa | Eva Vedder | Elisabetta Cocciaretto Olga Danilović | 2-6, 3-6  |

## Statistiche ITF

### Singolare

#### Vittorie (13)
| Torneo $100.000 (0) |
| Torneo $80.000 (0)  |
| Torneo $75.000 (0)  |
| Torneo $60.000 (0)  |
| Torneo $50.000 (0)  |
| Torneo $40.000 (0)  |
| Torneo $25.000 (2)  |
| Torneo $15.000 (3)  |
| Torneo $10.000 (8)  |

| N.  | Data              | Torneo                                                     | Superficie  | Avversaria in finale              | Punteggio        |
| 1.  | 14 dicembre 2009  | Ciudad de Quito, Quito                                     | Terra rossa | Marie Elise Casares               | 6–1, 6–3         |
| 2.  | 26 settembre 2010 | ITF Women's Circuit Caracas, Caracas                       | Cemento     | Adriana Pérez                     | 1-6, 6-4, 7-5    |
| 3.  | 12 dicembre 2010  | Femenino Ciudad de Benicarló, Benicarló                    | Terra rossa | Anastasia Grymalska               | 3-6, 6-2, 6-4    |
| 4.  | 28 ottobre 2013   | Femenino Ciudad de Benicarló, Benicarló                    | Terra rossa | Jade Suvrijn                      | 6-2, 6-0         |
| 5.  | 2 giugno 2014     | ITF Women's La Marsa, La Marsa                             | Terra rossa | Tereza Mrdeža                     | 3–6, 6–0, 6–4    |
| 6.  | 29 settembre 2014 | Torneo Internacional Ciudad de Vall de Uxò, La Vall d'Uixó | Terra rossa | Lucia Cervera-Vazquez             | 6-1, 3-6, 6-3    |
| 7.  | 27 ottobre 2014   | Femenino Ciudad de Benicarló, Benicarló                    | Terra rossa | Alexandra Nancarrow               | 6–1, 6–1         |
| 8.  | 21 agosto 2016    | Ciudad de Las Palmas, Las Palmas de Gran Canaria           | Terra rossa | Emily Arbuthnott                  | 6–3, 6–1         |
| 9.  | 13 novembre 2016  | Circuito WTA Costa Azahar Vinaròs, Vinaròs                 | Terra rossa | Jessika Ponchet                   | 1–6, 6–1, 6–4    |
| 10. | 20 marzo 2017     | Hammamet Open, Hammamet                                    | Terra rossa | Jade Suvrijn                      | 6–1, 6–3         |
| 11. | 27 marzo 2017     | Hammamet Open, Hammamet                                    | Terra rossa | Yvonne Cavallé Reimers            | 6–2, 6–1         |
| 12. | 24 settembre 2017 | Forte Village International Tournament, Pula               | Terra rossa | Tereza Mrdeža                     | 5–7, 7–5, 6–2    |
| 13. | 23 febbraio 2020  | Cancun Tennis Cup, Cancún                                  | Cemento     | Carolina Meligeni Rodrigues Alves | 6(5)-7, 7-5, 6-0 |

#### Sconfitte (8)
| Torneo $100.000 (0) |
| Torneo $80.000 (0)  |
| Torneo $75.000 (0)  |
| Torneo $60.000 (0)  |
| Torneo $50.000 (1)  |
| Torneo $40.000 (0)  |
| Torneo $25.000 (1)  |
| Torneo $15.000 (0)  |
| Torneo $10.000 (6)  |

| N. | Data              | Torneo                                                 | Superficie  | Avversaria in finale | Punteggio           |
| 1. | 19 settembre 2010 | ITF Women's Circuit Caracas, Caracas                   | Cemento     | Adriana Pérez        | 3–6, 1–6            |
| 2. | 23 ottobre 2010   | Internacionales de Andalucìa Femeninos, Siviglia       | Terra rossa | Karin Knapp          | 0-6, 1-6            |
| 3. | 5 giugno 2011     | Cantanhede Ladies Open, Cantanhede                     | Sintetico   | Magali de Lattre     | 2–6, 4–6            |
| 4. | 19 giugno 2011    | Montemor Ladies Open, Montemor-o-Novo                  | Cemento     | Garbiñe Muguruza     | 4-6, 4-6            |
| 5. | 7 giugno 2015     | Internazionali Femminili di Tennis di Brescia, Brescia | Terra rossa | Stephanie Vogt       | 6(3)-7, 4–6         |
| 6. | 18 ottobre 2015   | Rock Hill Rocks Open, Rock Hill                        | Cemento     | Jennifer Brady       | 5-7, 4-6            |
| 7. | 29 novembre 2015  | II Circuito Castellon Spain, Nules                     | Terra rossa | Oleksandra Korašvili | 4–6, 7–6(7), 6(3)-7 |
| 8. | 4 dicembre 2016   | IV Circuito Castellon Spain, Castellón de la Plana     | Terra rossa | Isabelle Wallace     | 2-6, 1-6            |

### Doppio

#### Vittorie (41)
| Torneo $100.000 (0) |
| Torneo $80.000 (1)  |
| Torneo $75.000 (0)  |
| Torneo $60.000 (5)  |
| Torneo $50.000 (0)  |
| Torneo $40.000 (2)  |
| Torneo $25.000 (24) |
| Torneo $15.000 (3)  |
| Torneo $10.000 (6)  |

| N.  | Data              | Torneo                                                              | Superficie  | Partner                           | Rivali in finale                          | Risultato           |
| 1.  | 18 luglio 2010    | Seguros Bolivar Open Bogotá, Bogotà                                 | Terra rossa | Paula Ormaechea                   | Mailen Auroux Karen Castiblanco           | 5–7, 6–4, [10-8]    |
| 2.  | 22 novembre 2010  | Torneo Internacional Ciudad de Vall de Uxò, La Vall d'Uixó          | Terra rossa | Amanda Carreras                   | Lara Arruabarrena Benedetta Davato        | 7–6(5), 6–3         |
| 3.  | 13 giugno 2011    | Montemor-o-Novo Ladies Open, Montemor-o-Novo                        | Cemento     | Amanda Carreras                   | Ximena Hermoso Ivette López               | 6–3, 6–4            |
| 4.  | 11 luglio 2011    | Seguros Bolivar Open Bogotá, Bogotà                                 | Terra rossa | Adriana Pérez                     | Julia Cohen Andrea Koch Benvenuto         | 6-3, 6-4            |
| 5.  | 1º aprile 2013    | Torneo Internacional Ciutat de Torrent, Torrent                     | Terra rossa | Tatiana Búa                       | Yasmine Guimarães Rita Vilaça             | 6–1, 6–0            |
| 6.  | 7 ottobre 2013    | Torneo Internacional de Tenis Sant Cugat, Sant Cugat del Vallès     | Terra rossa | Tatiana Búa                       | Lara Arruabarrena Amanda Carreras         | 4-6, 6-2, [10-7]    |
| 7.  | 5 maggio 2014     | ITF Womens Tennis Club de Tunis, Tunisi                             | Terra rossa | Valerija Savinych                 | Marina Mel'nikova Beatriz García Vidagany | 6-4, 6-1            |
| 8.  | 2 giugno 2014     | ITF Women's La Marsa, La Marsa                                      | Terra rossa | Valerija Savinych                 | Xenia Knoll Pemra Özgen                   | 1–6, 7–6(6), [11–9] |
| 9.  | 29 giugno 2014    | Open GDF SUEZ du Périgord, Périgueux                                | Terra rossa | Sara Sorribes Tormo               | Gabriela Cé Florencia Molinero            | 5–7, 6–4, [10–8]    |
| 10. | 29 settembre 2014 | Torneo Internacional Ciudad de Vall de Uxò, La Vall d'Uixó          | Terra rossa | Olga Parres Azcoitia              | Alice Savoretti Tatiana Búa               | 6-2, 6-3            |
| 11. | 2 novembre 2014   | Femenino Ciudad de Benicarló, Benicarló                             | Terra rossa | Aliona Bolsova                    | Inés Ferrer Suárez Alexandra Nancarrow    | 6-4, 6-1            |
| 12. | 16 novembre 2014  | Circuito WTA Costa Azahar Castellon, Castellón de la Plana          | Terra rossa | Aliona Bolsova                    | Federica Arcidiacono Martina Spigarelli   | 6-1, 6-2            |
| 13. | 16 agosto 2015    | Hechingen Ladies Open, Hechingen                                    | Terra rossa | Anastasyja Vasyl'eva              | Vivian Heisen Katharina Lehnert           | 4–6, 7–6(4), [10–3] |
| 14. | 29 agosto 2016    | Torneo Feminino de Barcellona, Barcellona                           | Terra rossa | Georgina García Pérez             | Alice Matteucci Jil Teichmann             | 6–2, 7–5            |
| 15. | 3 marzo 2017      | Circuito Feminino Future de Tênis, Curitiba                         | Terra rossa | Gabriela Cé                       | Laura Pigossi Jil Teichmann               | 4–6, 6–2, [10–2]    |
| 16. | 21 aprile 2017    | Hammamet Open, Hammamet                                             | Terra rossa | Gabriela Cé                       | Manon Arcangioli Jessika Ponchet          | 6–1, 6–2            |
| 17. | 6 maggio 2017     | Torneo Feminino de Lleida, Lleida                                   | Terra rossa | Georgina García Pérez             | Vera Lapko Aleksandrina Najdenova         | 6–1, 4–6, [10–8]    |
| 18. | 12 maggio 2017    | Torneo Internacional de Tenis Femenino Ciudad de Monzón, Monzón     | Cemento     | Georgina García Pérez             | Sofia Šapatava Valerija Strachova         | 6–3, 6–4            |
| 19. | 9 luglio 2017     | ITF Women's Circuit Getxo, Getxo                                    | Terra rossa | Aleksandrina Najdenova            | Cristina Bucșa Noelia Zeballos            | 6–2, 6–4            |
| 20. | 17 settembre 2017 | Forte Village International Tournament, Pula                        | Terra rossa | Lisa Ponomar                      | Aline Thommen Aymet Uzcátegui             | 5–7, 6–2, [10–6]    |
| 21. | 22 luglio 2018    | Figueira da Foz Ladies Open, Figueira da Foz                        | Terra rossa | Yvonne Cavallé Reimers            | Svjatlana Piraženka Jessika Ponchet       | 6-2, 7-5            |
| 22. | 9 settembre 2018  | Zagreb Ladies Open, Zagabria                                        | Terra rossa | Aymet Uzcátegui                   | Elena Bogdan Alexandra Cadanțu            | 6–3, 6–4            |
| 23. | 20 ottobre 2018   | Internacionales de Andalucìa Femeninos, Siviglia                    | Terra rossa | Paula Ormaechea                   | Başak Eraydın Anastasija Komardina        | 7–5, 7–6(5)         |
| 24. | 8 giugno 2019     | Internazionali Femminili di Tennis di Brescia, Brescia              | Terra rossa | Paula Cristina Gonçalves          | Anastasia Grymalska Giorgia Marchetti     | 6-3, 4-6, [12-10]   |
| 25. | 21 settembre 2019 | Forte Village International Tournament, Pula                        | Terra rossa | Alina Čaraeva                     | Eva Vedder Stephanie Judith Visscher      | 7-6(1), 6-3         |
| 26. | 2 novembre 2019   | Centenario Open, Asunción                                           | Terra rossa | Georgina García Pérez             | Anna Danilina Conny Perrin                | 6-4, 3-6, [10-3]    |
| 27. | 15 febbraio 2020  | Cancun Tennis Cup, Cancún                                           | Cemento     | Carolina Meligeni Rodrigues Alves | Tiphanie Piquet Léolia Jeanjean           | 5-7, 6-2, [11-9]    |
| 28. | 28 novembre 2020  | Open Gran Canaria Nosolotenis, Las Palmas de Gran Canaria           | Terra rossa | Guillermina Naya                  | Bárbara Gatica Rebeca Pereira             | 3-6, 7-5, [10-7]    |
| 29. | 21 agosto 2021    | Vrnjacka Banja Open, Vrnjačka Banja                                 | Terra rossa | Carolina Meligeni Alves           | Ioana Loredana Roșca Sandra Samir         | 6-4, 6-1            |
| 30. | 24 settembre 2021 | Open Ciudad de Valencia, Valencia                                   | Terra rossa | Aliona Bolsova                    | Ekaterine Gorgodze Laura Pigossi          | 6-3, 6-4            |
| 31. | 9 ottobre 2021    | Women's Lima, Lima                                                  | Terra rossa | Carolina Meligeni Alves           | Victoria Rodríguez Bibiane Schoofs        | 6-3, 7-6(2)         |
| 32. | 15 gennaio 2022   | Women's Blumenau-Gaspar, Gaspar                                     | Terra rossa | Bárbara Gatica                    | Sofia Sewing Eva Vedder                   | 6-4, 6-1            |
| 33. | 22 gennaio 2022   | Confederacao Brasileira de Tenis, Florianópolis                     | Cemento     | Sofia Sewing                      | Bárbara Gatica Rebeca Pereira             | 6-4, 6-1            |
| 34. | 30 gennaio 2022   | Confederacao Brasileira de Tenis, Florianópolis                     | Cemento     | Sofia Sewing                      | Jessie Aney Ingrid Gamarra Martins        | 7-6(2), 6-4         |
| 35. | 6 marzo 2022      | Copa Banco Guayaquil, Guayaquil                                     | Cemento     | Sofia Sewing                      | Nicole Fossa Huergo Noelia Zeballos       | 6-4, 7-5            |
| 36. | 21 maggio 2022    | Torneig Internacional Femení Platja D'Aro 365, Castell-Platja d'Aro | Terra rossa | Ángela Fita Boluda                | Isabelle Haverlag Valerija Strachova      | 6-4, 3-6, [10-3]    |
| 37. | 1º luglio 2022    | Open International Féminin de Montpellier, Montpellier              | Terra rossa | Andrea Lázaro García              | Estelle Cascino Irina Chromačëva          | 6-4, 2-6, [13-11]   |
| 38. | 16 luglio 2022    | Torneo Internazionale Femminile Antico Tiro a Volo, Roma            | Terra rossa | Eva Vedder                        | Estelle Cascino Camilla Rosatello         | 7-5, 2-6, [13-11]   |
| 39. | 30 giugno 2023    | Open Generali Ciudad de Palma del Río, Palma del Río                | Cemento     | Sofia Sewing                      | Robin Anderson Elysia Bolton              | 6-3, 6-2            |
| 40. | 7 ottobre 2023    | Lisboa Belém Open, Lisbona                                          | Terra rossa | Eva Vedder                        | Tayisiya Morderger Yana Morderger         | 6-1, 6-2            |
| 41. | 5 maggio 2024     | ForteVillage ITF Trophy, Pula                                       | Terra rossa | Eva Vedder                        | Laura Hietaranta Sapfo Sakellaridi        | 2-6, 6-2, [10-4]    |

#### Sconfitte (20)
| Torneo $100.000 (2) |
| Torneo $80.000 (0)  |
| Torneo $75.000 (0)  |
| Torneo $60.000 (1)  |
| Torneo $50.000 (0)  |
| Torneo $40.000 (1)  |
| Torneo $25.000 (10) |
| Torneo $15.000 (1)  |
| Torneo $10.000 (5)  |

| N.  | Data              | Torneo                                       | Superficie  | Partner                  | Rivali in finale                          | Risultato        |
| 1.  | 18 settembre 2010 | ITF Women's Circuit Caracas, Caracas         | Cemento     | Adriana Pérez            | Gally De Wael Nicole Rottmann             | 2-6, 6-1, [4-10] |
| 2.  | 30 aprile 2011    | Torneo Club Tennis Vic, Vic                  | Terra rossa | Despina Papamichail      | Simona Dobrá Tereza Hladíková             | 2-6, 1-6         |
| 3.  | 13 agosto 2011    | Asturias Paraiso Natural, Gijón              | Cemento     | Amanda Carreras          | Amy Bowtell Lucy Brown                    | w/o              |
| 4.  | 12 novembre 2011  | ITF Women's Circuit Asuncion, Asunción       | Terra rossa | Ulrikke Eikeri           | Mailen Auroux María Irigoyen              | 1–6, 6–2, [5–10] |
| 5.  | 5 novembre 2012   | Femenino Ciudad de Benicarló, Benicarló      | Terra rossa | Beatriz García Vidagany  | Conny Perrin Maša Zec Peškirič            | 4-6, 3-6         |
| 6.  | 26 aprile 2014    | Namangan Women's Tournament, Namangan        | Cemento     | Jana Bučina              | Evgenija Paškova Hanna Poznichirenko      | 4-6, 1-6         |
| 7.  | 13 dicembre 2014  | Circuito Femenil Mérida, Mérida              | Cemento     | Valerija Savinych        | Tatjana Maria Renata Zarazúa              | 4-6, 1-6         |
| 8.  | 1º marzo 2015     | Circuito Feminino Future de Tênis, Campinas  | Terra rossa | Paula Cristina Gonçalves | Pauline Parmentier Olivia Rogowska        | 5-7, 6-4, [8-10] |
| 9.  | 24 giugno 2016    | SMA Cup Sant'Elia, Roma                      | Terra rossa | Réka Luca Jani           | Claudia Giovine Katarzyna Piter           | 3-6, 6-3, [7-10] |
| 10. | 12 novembre 2016  | IV Circuito Castellon Spain, Vinaròs         | Terra rossa | Charlotte Römer          | Oleksandra Korašvili Ioana Loredana Roșca | 4–6, 6(2)-7      |
| 11. | 11 marzo 2017     | Circuito Feminino Future de Tênis, San Paolo | Terra rossa | Gabriela Cé              | Catalina Pella Daniela Seguel             | 5-7, 6-3, [5-10] |
| 12. | 13 ottobre 2017   | Open Ciudad de Seville, Siviglia             | Terra rossa | Estrella Cabeza Candela  | Luisa Stefani Renata Zarazúa              | 6(2)-7, 6(3)-7   |
| 13. | 25 novembre 2017  | Open Ciudad de Valencia, Valencia            | Terra rossa | Georgina García Pérez    | Cristina Bucșa Jana Sizikova              | 6(1)-7, 6(5)-7   |
| 14. | 3 febbraio 2018   | Hammamet Open, Hammamet                      | Terra rossa | Guadalupe Pérez Rojas    | Natalija Kostić Jelena Simić              | w/o              |
| 15. | 28 settembre 2019 | BBVA Open Ciudad de Valencia, Valencia       | Terra rossa | Seone Mendez             | Irina Maria Bara Rebeka Masarova          | 4-6, 6(2)-7      |
| 16. | 24 luglio 2021    | Baksheeva Cup, Kiev                          | Cemento     | Ali Collins              | Jang Su-jeong Bojana Marinković           | 6-3, 4-6, [7-10] |
| 17. | 6 febbraio 2022   | Club Las Lomitas, Provincia di Tucumán       | Terra rossa | Paula Ormaechea          | Bárbara Gatica Rebeca Pereira             | 3-6, 5-7         |
| 18. | 8 maggio 2022     | Wiesbaden Tennis Open, Wiesbaden             | Terra rossa | Eva Vedder               | Amina Anšba Panna Udvardy                 | 2-6, 4-6         |
| 19. | 18 marzo 2023     | Mesa de Yeguas, Anapoima                     | Terra rossa | Eva Vedder               | Irina Chromačëva Valerija Strachova       | 0-6, 6-1, [4-10] |
| 20. | 18 maggio 2024    | Open Villa de Madrid, Madrid                 | Terra rossa | Eva Vedder               | Destanee Aiava Eleni Christofi            | 3-6, 6-2, [5-10] |